# Хоенберг-Крусемарк
Хоенберг-Крусемарк (њем. Hohenberg-Krusemark) општина је у њемачкој савезној држави Саксонија-Анхалт. Једно је од 26 општинских средишта округа Штендал. Према процјени из 2010. у општини је живјело 1.154 становника. Посједује регионалну шифру (AGS) 15090245.

## Географски и демографски подаци
Хоенберг-Крусемарк се налази у савезној држави Саксонија-Анхалт у округу Штендал. Општина се налази на надморској висини од 31 метра. Површина општине износи 50,6 km². У самом мјесту је, према процјени из 2010. године, живјело 1.154 становника. Просјечна густина становништва износи 23 становника/km².